# 大見村 (香川県)
大見村（おおみむら）は、香川県三豊郡にあった村。現在の三豊市三野町大見。
県道21号上にある三豊市コミュニティバス詫間三野線の東久保谷停留所（津島ノ宮駅そば）に「大見村道路元標」があり、これが大見村を偲ばせるものとして残っている。

## 歴史
- 1890年2月15日 - 町村制施行に伴い、三野郡大見村が発足。
- 1899年4月1日 - 三野郡が豐田郡と合併し、三豐郡となる。
- 1955年4月1日 - 下高瀬村・吉津村と新設合併し、三野村が発足。同日付で大見村が廃止。